# Clan Honda

Le mon du clan Honda.

Le clan Honda (本多氏, Honda-shi) est une famille japonaise qui prétend descendre du noble (kugyō) Fujiwara no Kanemichi de la cour médiévale japonaise. La famille s'installe à Mikawa et sert le clan Matsudaira comme vassal. Plus tard, quand la principale famille Matsudaira devient le clan Tokugawa, les Honda gagnent en prestige.
Le clan comprend treize branches qui ont le statut de daimyo et quarante-cinq le statut de hatamoto. Sans doute le membre le plus célèbre du clan Honda est-il le général samouraï Honda Tadakatsu au XVIe siècle. Deux des branches les plus importantes du clan affirment descendre de Tadakatsu ou d'un de ses proches, Honda Masanobu.

## Source de la traduction
- (en) Cet article est partiellement ou en totalité issu de l’article de Wikipédia en anglais intitulé « Honda clan » (voir la liste des auteurs).